# Teresa Garbí
Teresa Garbí (nacida en Zaragoza, España, en 1950), seudónimo de Teresa García Ruiz, es una escritora española.

## Biografía
Se licenció en Filología Románica (1972) por la Universidad de Zaragoza. En 1993 adquirió el doctorado en Filología Hispánica por la Universidad de Valencia, con la tesis titulada "Mujer y literatura". Profesora de Lengua y Literatura española en el I.B. Gili Gaya de Lleida (1977-1979) y en el IES San Vicente Ferrer de Valencia (1979-1997). Catedrática de bachillerato desde 1992. Profesora de la Escuela Superior de Arte Dramático de Valencia (1997-2005). Trabajó en el Departamento de Publicaciones de la Biblioteca Valenciana (2004-2007).
Además de su trayectoria profesional Teresa Garbí ha desarrollado, a lo largo de las tres últimas décadas, una fructífera trayectoria literaria que comenzó con la publicación de la novela Grisalla, en 1981, y que se prolonga hasta la actualidad. Dicha trayectoria ha quedado reflejada en un total de doce novelas y recopilaciones de relatos cortos. Además cuenta con un ensayo publicado, producto de su tesis doctoral, y con abundantes artículos y capítulos en obras colectivas. Asimismo, ha colaborado también con publicaciones de carácter periodístico o divulgativo, en especial en el campo de la crítica literaria. Por último, destaca también su formación en el campo de las Bellas Artes (merced a su asistencia a la Escuela de Bellas Artes de San Jorge en Barcelona, 1967-1970) y del teatro (participación en el Manual de Literatura de COU de la Editorial ECIR, 1991; traducción del alemán y adaptación del texto Der Kaiser von Atlantis, de Viktor Ullmann y Peter Kien, ópera representada en diversos teatros de la Comunidad Valenciana y en el Palacio de la Música de Valencia en 1999; edición del texto de Lope de Vega "El Caballero de Olmedo", publicado en la editorial Cátedra en 2004).

## Características de su obra
Como indica en el manifiesto literario publicado en su página personal, Teresa Garbí no es una escritora que busque amoldarse a las corrientes mayoritarias de la literatura contemporánea. Su estilo, muy elaborado y vinculado con referencias culturales muy específicas y a veces difíciles de desentrañar, se combina con unas temáticas caracterizadas por un alto grado de compromiso social y por la búsqueda de la reivindicación de los más débiles. La infancia, la vejez, la condición de la mujer en un mundo de hombres, ... son algunos de los temas que nos encontramos en su obra, y que también, según indica la propia autora, la han movido a lo largo de su amplia trayectoria docente.
Sin embargo, esto no significa necesariamente que su trabajo la ubique en un plano inaccesible para la mayor parte del público. De hecho, Teresa Garbí también es autora de varios libros de enseñanza del español para extranjeros, donde necesariamente el lenguaje empleado ha de ser más accesible. Pero sí significa que buena parte de su obra, voluntariamente inscrita en circuitos literarios minoritarios y alejados de todo atisbo de mercantilización de la literatura, no pueda encontrarse con facilidad. Asimismo, aunque su trabajo no resulte inaccesible tampoco es, en modo alguno, de lectura sencilla. Bien al contrario requiere de un considerable esfuerzo por parte del lector.
Por último, en la ambientación de sus novelas y cuentos se percibe a menudo el gusto por los paisajes rurales, generalmente vinculados con la propia vida de la autora. Es lo que ocurre, por ejemplo, con la ciudad zaragozana de Tarazona y el pico Moncayo, el valle de Benasque (perteneciente a los Pirineos aragoneses) o el monte Garbí, perteneciente a la Sierra Calderona. De hecho, este último constituye el apellido adoptado por la autora para configurar su seudónimo literario, mientras que en su trayectoria docente y académica ha empleado su nombre real, Teresa García Ruiz.

## Obra literaria
1981: Grisalla, Editorial Prometeo, Valencia. ISBN 84-7199-198-5.
1983: Espacios, Víctor Orenga Editor, Valencia. ISBN 84-86206-16-2.
1987: Alas, Víctor Orenga Editor, Valencia. ISBN 84-86206-35-9.
1988: Cinco sobre el Doncel de Sigüenza, Editorial Hiperión, Madrid. ISBN 84-7517-255-5.
1993: La sombra y el pozo, Ediciones Libertarias, Madrid. ISBN 84-7683-264-8.
1997: El pájaro solitario anida tras el muro, Editorial Calima, Palma de Mallorca. ISBN 84-920468-5-6.
1999: Realiza la versión literaria de Der Kaiser von Atlantis de Viktor Ullmann y Peter Kien, ópera estrenada en el Palau de la Música de Valencia y, posteriormente, representada en el teatro Talía de esta ciudad y en el Festival Internacional de Música Contemporánea de Alicante.
2000: Una pequeña historia, Arco Libros, Madrid. ISBN 84-7635-434-7
2001: El bosque de serbal, D.V.D. ediciones, Barcelona. ISBN 84-95007-52-5.
2002: La gata Leocadia, Arco Libros, Madrid.ISBN 84-7635-531-9.
2002: La gata Leocadia en la granja, Arco Libros, Madrid. ISBN 84-7635-530-0.
2002: Colabora con un relato en Visiones (Bécquer y el Monasterio de Veruela), Zaragoza, Editorial Delsán
2005: El regreso, Arco Libros, Madrid. ISBN 84-7635-610-2.
2007: Desde el silencio, nadie, Minerva Ediciones, Madrid
Leonardo da Vinci: obstinado Rigor
2022: 'El aire encendido', Editorial Renacimiento, Sevilla. ISBN	9788419231024.

## Trabajos académicos y de divulgación más relevantes
1991: Manual de Literatura española de C.O.U. ECIR, Valencia. Redacta el capítulo sobre teatro
1997: Mujer y Literatura, Editorial Episteme, Valencia. ISBN 84-89447-66-7.
2002: Manual de Lengua y Literatura de Bachillerato, ECIR, Valencia. Redacta el capítulo sobre teatro
2004: Edición de El Caballero de Olmedo, de Lope de Vega, Cátedra, Madrid. ISBN 84-376-2158-5.

## Otras colaboraciones
2001: Mantenedora de la Fallera Mayor Infantil de Valencia, Elena Nebot.